# Gloria (2013)
Gloria is een Chileens-Spaanse film uit 2013, geregisseerd door Sebastián Lelio. De film ging in première op het Filmfestival van Berlijn, waar de film meedeed aan de internationale competitie en Paulina García de Zilveren Beer voor beste actrice won.
De film werd geselecteerd als de Chileense inzending voor de Academy Awards voor de categorie beste niet-Engelstalige film, maar werd niet genomineerd. Regisseur Sebastián Lelio maakte in 2018 een Engelstalige remake van de film, getiteld Gloria Bell, met Julianne Moore en John Turturro.

## Verhaal
Gloria is 58 jaar oud maar voelt zich nog jong. Hoewel ze eenzaam is, haalt ze het beste uit haar situatie en vult ze haar nachten op zoek naar liefde in dansclubs voor alleenstaanden. Haar kwetsbare geluk verandert op de dag dat ze Rodolfo ontmoet. Hun intense passie, waaraan Gloria zich volledig overgeeft, laat haar aarzelen tussen hoop en wanhoop.

## Rolverdeling
| Acteur              | Personage         |
| ------------------- | ----------------- |
| Paulina García      | Gloria Cumplido   |
| Sergio Hernández    | Rodolfo Fernández |
| Diego Fontecilla    | Pedro             |
| Fabiola Zamora      | Ana               |
| Alejandro Goic      | Daniel            |
| Coca Guazzini       | Luz               |
| Hugo Moraga         | Hugo              |
| Luz Jiménez         | Victoria          |
| Cristián Carvajal   | Vecino            |
| Liliana García      | Flavia            |
| Antonia Santa María | María             |
| Eyal Meyer          | Theo              |
| Marcial Tagle       | Marcial           |
| Marcela Said        | Marcela           |
| Pablo Krögh         | Pablo             |

## Ontvangst

### Recensies
Op Rotten Tomatoes geeft 99% van de 129 recensenten de film een positieve recensie, met een gemiddelde score van 7,90/10. De film kreeg het label "Certified Fresh" (gegarandeerd vers) Website Metacritic komt tot een score van 83/100, gebaseerd op 30 recensies, wat staat voor "Universal Acclaim" (universele toejuiching), en kreeg het label "Must see".
De Volkskrant gaf een positieve recensie en schreef: "De 39-jarige Lelio voert Gloria op als hoofdpersoon, plaatst haar in elk shot van de film. En wat is het een feest om te kijken naar García (...). Ze maakt van haar een vrouw die zoekend is, zonder wanhopig te zijn en alleen zonder medelijden op te wekken bij zichzelf of de kijker."

### Prijzen en nominaties
De film won 19 prijzen en werd voor 18 andere genomineerd. Een selectie:
| Jaar | Evenement                               | Categorie                        | Genomineerde                 | Resultaat   |
| ---- | --------------------------------------- | -------------------------------- | ---------------------------- | ----------- |
| 2013 | Berlijn (63ste editie)                  | Gouden Beer                      | Gloria                       | Genomineerd |
| 2013 | Berlijn (63ste editie)                  | Zilveren Beer voor beste actrice | Paulina García               | Gewonnen    |
| 2013 | Berlijn (63ste editie)                  | Prijs van de oecumenische jury   | Gloria                       | Gewonnen    |
| 2014 | Goya (28ste editie)                     | Beste Ibero-Amerikaanse film     | Gloria                       | Genomineerd |
| 2014 | Independent Spirit Award (29ste editie) | Beste internationale film        | Gloria                       | Genomineerd |
| 2014 | Ariel (56ste editie)                    | Beste Ibero-Amerikaanse film     | Gloria                       | Gewonnen    |
| 2014 | Altazor (15de editie)                   | Beste regisseur - Fictie         | Sebastián Lelio              | Gewonnen    |
| 2014 | Altazor (15de editie)                   | Beste scenario                   | Gonzalo Maza Sebastián Lelio | Gewonnen    |
| 2014 | Altazor (15de editie)                   | Beste acteur                     | Sergio Hernández             | Genomineerd |
| 2014 | Altazor (15de editie)                   | Beste actrice                    | Paulina García               | Gewonnen    |
| 2016 | Cóndor de Plata (64ste editie)          | Beste Ibero-Amerikaanse film     | Gloria                       | Gewonnen    |